# 하코넨가
하코넨 가문(House Harkonnen)은 프랭크 하버트의 공상과학소설인 듄 시리즈에 등장하는 귀족가문으로 작위는 남작이며 근거 행성은 기디 프라임(Giedi Prime)이다.
소설 내에서 아트레이드 가문과 오랜 세월 동안 갈등을 빚고 있는 상태로 묘사된다.
듄 첫 번째 작품에서, 하코넨 가문은 오랜 기간 동안 사막행성 아라키스의 총독 자리를 맡아 스파이스 채취를 담당하였으나, 최근 아트레이드 가문에 밀려 자리를 내주게 된 상황에서 시작하게 된다. 첫 시리즈에서는 블라디미르 하코넨 남작이 가문을 이끌고 있으며, 멘타트겸 전문 암살자'파이터 드 브리스'가 참모를 맡고 있다.